# Ørjan Nilsen
Ørjan Nilsen, (* 14. června 1982) je norský producent, skladatel a DJ trance a progresivní elektronické hudby.

## Život a kariéra

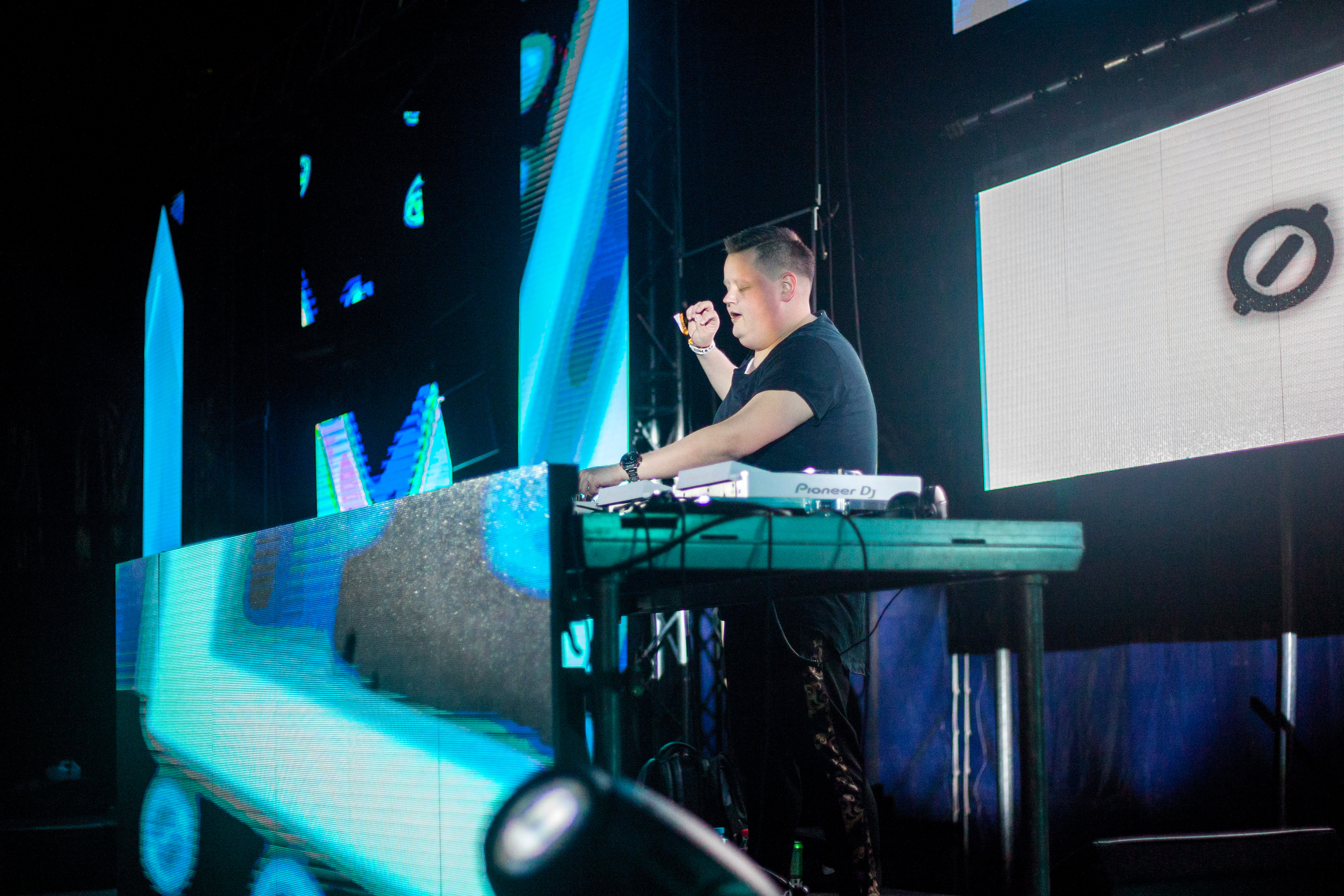
Ørjan Nilsen (2019)

Své první klávesy dostal Nilsen v 7 letech a začal na nich pravidelně a často trénovat po několik dalších let, až nakonec v 16 letech dostal svůj první vlastní syntezátor.
Na konci roku 2004 vytvořil Nilsen několik neoficiálních remixů a skladeb vlastní produkce, které získaly pozornost v trance komunitě. Jeho skladby se začaly hrát v rádiu a klubech po celém světě, i když ani jedna z nich nebyla vydána pod žádným hudebním vydavatelstvím.
V roce 2006 Nilsen vydal svůj první vinyl, Arctic Globe / Prison Break, pod Intuition Recordings. V tomto roce dosáhla skladba Arctic Globe 1. místa v Dutch Dance Charts. Od té doby vydal Nilsen a mnoho velmi kvalitních skladeb, mimo jiné La Guitarra, Lovers Lane, GO FAST! a další.
Nilsen v současnosti koncertuje po celém světě a jeho hudební kariéra se rychle rozvíjí.

## Diskografie

### Alba
- 2011 - In My Opinion
- 2013 - No Saint Out Of Me

### Singly
- 2006 - Ørjan Nilsen - Arctic Globe / Prison Break
- 2006 - DJ Governor - Red Woods
- 2006 - DJ SL - High Pressure
- 2007 - Ørjan vs. Octagen - Lost Once
- 2007 - Ørjan Nilsen - Orlando
- 2007 - Ørjan Nilsen pres. O&R - Beat Design / Rain
- 2007 - Ørjan Nilsen - In Fusion / Spawns
- 2007 - Orion - Gobstice / Adamantica
- 2008 - Ørjan Nilsen - Black Mamba / Down & Dirty
- 2008 - Ørjan Nilsen - Scrubs / La Guitarra
- 2010 - Ørjan Nilsen - Sanctuary / The Odd Number
- 2010 - Ørjan Nilsen - Lovers Lane
- 2010 - Ørjan Nilsen - So Long Radio
- 2011 - Ørjan Nilsen - Between the Rays / The Mule
- 2011 - Ørjan Nilsen - Anywhere But Here (feat. Neev Kennedy)
- 2011 - Ørjan Nilsen - Mjuzik
- 2011 - Ørjan Nilsen - Go Fast!
- 2011 - DJ Governor - Shades Of Grey / Pale Memories
- 2011 - Ørjan Nilsen - Viking